# العبيدات (العراق)
العبيدات منطقة عراقية في ناحية النخيب بقضاء الرطبة بجنوب محافظة الأنبار بهضبة الوديان بالبادية العراقية غرب العراق، وبجانب العبيدات صفاوية العبيدات. ومعنى صفاوية هي الوادي الصغير (شعيب) وشعيب العبيدات منخفض سهل يهبط إليه الماء من جهة السعودية غرباً.